# Velîki Țepțevîci, Volodîmîreț
Velîki Țepțevîci (în ucraineană Великі Цепцевичі) este localitatea de reședință a comunei Velîki Țepțevîci din raionul Volodîmîreț, regiunea Rivne, Ucraina.

## Demografie
Componența lingvistică a localității Velîki Țepțevîci
     Ucraineană (99,12%)
     Alte limbi (0,86%)
Conform recensământului din 2001, majoritatea populației localității Velîki Țepțevîci era vorbitoare de ucraineană (99,12%), existând în minoritate și vorbitori de alte limbi.